# Lincoln (Washington)
Lincoln (más néven Lincoln Mill) az Amerikai Egyesült Államok északnyugati részén, Washington állam Lincoln megyéjében elhelyezkedő önkormányzat nélküli település.